# كويتشي أزوما
كويتشي أزوما (باليابانية: 我妻広一؛ بالكانا: あづま こういち) هو متسابق دراجات هوائية ياباني، ولد في 24 أكتوبر 1966 في كورياما في اليابان.

## وصلات خارجية
- كويتشي أزوما على موقع أوليمبيديا (الإنجليزية)